# Jimmy Heuga
James Frederic Heuga detto Jimmy o Jimmie (San Francisco, 22 agosto 1943 – Boulder, 8 febbraio 2010) è stato uno sciatore alpino e allenatore di sci alpino statunitense.

## Biografia

### Carriera sciistica

#### Stagioni 1959-1963
Sciatore polivalente con maggior propensione alle prove tecniche originario di Squaw Valley, stazione sciistica dove fu istruito anche da Émile Allais, Heuga debuttò in campo internazionale in occasione dei Nor Am Championships 1959 (Squaw Valley, 21-23 febbraio), dove si classificò 26º nella discesa libera, 7º nello slalom speciale e 14º nella combinata; nel 1960 vinse il titolo nazionale di slalom speciale e nel 1961 conquistò la combinata della Harriman Cup (Sun Valley, 24-26 marzo), piazzandosi anche 3º nello slalom speciale.
Ai Mondiali di Chamonix 1962, sua prima presenza iridata, fu 25º nella discesa libera, 12º nello slalom gigante, 12º nello slalom speciale e 5º nella combinata; l'anno dopo vinse lo slalom speciale ai campionati universitari nordamericani NCAA, la combinata delle Vail Trophy Races (Vail, 9-10 febbraio 1963) e si classificò 2º nello slalom gigante della Harriman Cup (Sun Valley, 31 marzo) e 3º nello slalom speciale degli US Open (Alyeska, 6 aprile).

#### Stagioni 1964-1966
Nel 1964 salì sul podio dello slalom gigante di Bad Hindelang del 5 gennaio (3º) e ai successivi IX Giochi olimpici invernali di Innsbruck 1964, sua prima presenza olimpica, conquistò la medaglia di bronzo nello slalom speciale, valida anche ai fini del Mondiali 1964, e non concluse lo slalom gigante; nello stesso anno vinse lo slalom speciale e la combinata del trofeo Arlberg-Kandahar (Garmisch-Partenkirchen, 14-16 febbraio), dove fu anche 2º nello slalom gigante, e la discesa libera della Harriman Cup.
Nella stagione 1964-1965 si classificò 3º nello slalom speciale della Roch Cup (Aspen, 30 gennaio) e in quello del Bud Werner Memorial (Vail, 14 marzo); nella successiva stagione 1965-1966 si piazzò 3º nella combinata degli International American Championships (Stowe, 18-20 marzo), 3º nello slalom gigante e 2º nella combinata della High Sierra Cup (Heavenly Valley, 1-3 aprile) e ai Mondiali di Portillo 1966 fu 19º nella discesa libera, 13º nello slalom gigante, 6º nello slalom speciale e 4º nella combinata.

#### Stagioni 1967-1968
Heuga partecipò alle prime due stagioni del circuito di Coppa del Mondo, 1966-1967 e 1967-1968: esordì nella gara inaugurale del circuito, lo slalom speciale di Berchtesgaden del 5 gennaio 1967 senza completare la prova, ottenne il primo piazzamento il giorno successivo nella medesima località in slalom gigante (11º), conquista i primi punti il 9 gennaio seguente ad Adelboden in slalom gigante (9º) e colse il primo podio l'11 marzo successivo a Franconia in slalom speciale (2º). Nei giorni successivi si aggiudicò in slalom gigante gli altri suoi due podi nel circuito, ancora secondi posti alle spalle del fuoriclasse francese Jean-Claude Killy, il 19 marzo a Vail (dove fu 2º anche nello slalom speciale del 16 marzo, non valido per la Coppa del Mondo) e il 25 marzo a Jackson Hole, e a fine stagione risultò 3º nella classifica della Coppa del Mondo di slalom gigante vinta da Killy. Tra le gare non valide per la Coppa del Mondo, vinse anche lo slalom speciale e la combinata della Roch Cup (Aspen, 9-13 febbraio).
Ai X Giochi olimpici invernali di Grenoble 1968, sua ultima presenza olimpica e iridata, si classificò 10º nello slalom gigante e 7º nello slalom speciale; in Coppa del Mondo ottenne l'ultimo piazzamento il 16 marzo dello stesso anno ad Aspen in slalom speciale (6º) e prese per l'ultima volta il via il 31 marzo seguente a Rossland in slalom gigante, senza completare la gara. Si ritirò al termine di quella stessa stagione.

### Carriera da allenatore
Dopo il ritiro Huega divenne allenatore di sci alpino, occupandosi anche della nazionale statunitense nella stagione 1973-1974 quando seguì sia la nazionale maggiore sia quella juniores.

### Altre attività
Malato di sclerosi multipla dal 1970, Heuga nel 1983 fondò ad Edwards l'organizzazione non a scopo di lucro "Jimmie Heuga Center for M.S.", in seguito ribattezzata "Can Do Multiple Sclerosis". Ritiratosi a Louisville nel 1998, morì nell'ospedale di Boulder l'8 febbraio 2010, all'età di 66 anni.

## Palmarès

### Olimpiadi
- 1 medaglia, valida anche ai fini dei Mondiali:
  - 1 bronzo (slalom speciale a Innsbruck 1964)

### Classiche
Arlberg-Kandahar
- 2 vittorie (slalom speciale, combinata a Garmisch-Partenkirchen 1964)

Harriman Cup
- 2 vittorie (combinata a Sun Valley 1961; discesa libera nel 1964

Roch Cup
- 2 vittorie (slalom speciale, combinata ad Aspen 1967)

### Coppa del Mondo
- Miglior piazzamento in classifica generale: 6º nel 1967
- 3 podi (2 in slalom gigante, 1 in slalom speciale):
  - 3 secondi posti

### Campionati statunitensi
- 10 medaglie (dati parziali):
  - 7 ori (slalom gigante, slalom speciale nel 1960[1][3][21]; discesa libera, slalom gigante, slalom speciale, combinata nel 1966[22]; slalom speciale[senza fonte] nel 1967)
  - 2 argenti (slalom gigante nel 1964[23]; slalom gigante nel 1965[24])
  - 1 bronzo (slalom speciale nel 1963[25])

### Campionati statunitensi juniores
- 1 oro (dati parziali: slalom speciale nel 1960)[1][3]

## Riconoscimenti
Nel 1976 Heuga fu inserito nella United States National Ski Hall of Fame.